# Taylan Duman
Taylan Duman (Moers, 30 luglio 1997) è un calciatore tedesco, centrocampista svincolato.

## Carriera
Dopo aver giocato anche nel Duisburg, nel 2012 si trasferisce nelle giovanili del Fortuna Düsseldorf, con cui nel 2016 firma il suo primo contratto professionistico.
Il 25 gennaio 2019 si trasferisce dal Fortuna Düsseldorf alla formazione riserve del Borussia Dortmund.
Nell'estate del 2021 passò dal Borussia Dortmund II al Norimberga, nella seconda divisione tedesca.

## Statistiche

### Presenze e reti nei club
Statistiche aggiornate al 7 marzo 2024.
| Stagione                    | Club                        | Campionato                  | Campionato | Campionato | Coppe nazionali | Coppe nazionali | Coppe nazionali | Coppe continentali | Coppe continentali | Coppe continentali | Supercoppe | Supercoppe | Supercoppe | Totale | Totale |
| Stagione                    | Club                        | Comp                        | Pres       | Reti       | Comp            | Pres            | Reti            | Comp               | Pres               | Reti               | Comp       | Pres       | Reti       | Pres   | Reti   |
| --------------------------- | --------------------------- | --------------------------- | ---------- | ---------- | --------------- | --------------- | --------------- | ------------------ | ------------------ | ------------------ | ---------- | ---------- | ---------- | ------ | ------ |
| 2015-2016                   | F. Düsseldorf II            | RL                          | 1          | 0          | -               | -               | -               | -                  | -                  | -                  | -          | -          | -          | 1      | 0      |
| 2016-2017                   | F. Düsseldorf II            | RL                          | 24         | 2          | -               | -               | -               | -                  | -                  | -                  | -          | -          | -          | 24     | 2      |
| 2017-2018                   | F. Düsseldorf II            | RL                          | 26         | 2          | -               | -               | -               | -                  | -                  | -                  | -          | -          | -          | 26     | 2      |
| 2018-gen. 2019              | F. Düsseldorf II            | RL                          | 15         | 6          | -               | -               | -               | -                  | -                  | -                  | -          | -          | -          | 15     | 6      |
| Totale F. Düsseldorf II     | Totale F. Düsseldorf II     | Totale F. Düsseldorf II     | 66         | 10         |                 | -               | -               |                    | -                  | -                  |            | -          | -          | 66     | 10     |
| 2016-2017                   | Fortuna Düsseldorf          | 2L                          | 1          | 0          | CG              | 0               | 0               | -                  | -                  | -                  | -          | -          | -          | 1      | 0      |
| feb.-giu. 2019              | Borussia Dortmund II        | RL                          | 13         | 2          | -               | -               | -               | -                  | -                  | -                  | -          | -          | -          | 13     | 2      |
| 2019-2020                   | Borussia Dortmund II        | RL                          | 19         | 5          | -               | -               | -               | -                  | -                  | -                  | -          | -          | -          | 19     | 5      |
| 2020-2021                   | Borussia Dortmund II        | RL                          | 22         | 12         | -               | -               | -               | -                  | -                  | -                  | -          | -          | -          | 22     | 12     |
| Totale Borussia Dortmund II | Totale Borussia Dortmund II | Totale Borussia Dortmund II | 54         | 19         |                 | -               | -               |                    | -                  | -                  |            | -          | -          | 54     | 19     |
| 2021-2022                   | Norimberga                  | 2L                          | 30         | 3          | CG              | 2               | 2               | -                  | -                  | -                  | -          | -          | -          | 32     | 5      |
| 2022-2023                   | Norimberga                  | 2L                          | 15         | 0          | CG              | 3               | 1               | -                  | -                  | -                  | -          | -          | -          | 18     | 1      |
| 2023-2024                   | Norimberga                  | 2L                          | 13         | 0          | CG              | 2               | 2               | -                  | -                  | -                  | -          | -          | -          | 15     | 2      |
| Totale Norimberga           | Totale Norimberga           | Totale Norimberga           | 58         | 2          |                 | 7               | 5               |                    | -                  | -                  |            | -          | -          | 65     | 7      |
| Totale                      | Totale                      | Totale                      | 179        | 31         |                 | 7               | 5               |                    | -                  | -                  |            | -          | -          | 186    | 36     |

## Palmarès

### Club

#### Competizioni nazionali
- Fußball-Regionalliga: 1

Borussia Dortmund II: 2020-2021 (girone Ovest)